# Маунтинхом (Пенсилванија)
Маунтинхом (енгл. Mountainhome) насељено је место без административног статуса у америчкој савезној држави Пенсилванија.

## Демографија
По попису из 2010. године број становника је 1.182, што је 13 (1,1%) становника више него 2000. године.
| Група             | 2000.         | 2010.         |
| Белци             | 1.101 (94,2%) | 1.064 (90,0%) |
| Афроамериканци    | 32 (2,7%)     | 34 (2,9%)     |
| Азијати           | 6 (0,5%)      | 10 (0,8%)     |
| Хиспаноамериканци | 24 (2,1%)     | 57 (4,8%)     |
| Укупно            | 1.169         | 1.182         |